# Desecabo
Desecabo en galicien ou Disicabo en espagnol, est une localité de la parroquia de Santa María do Leboreiro dans le municipio de Melide, comarque de Terra de Melide, province de La Corogne, communauté autonome de Galice, au nord-ouest de l'Espagne.
Cette localité est traversée par le Camino francés du Pèlerinage de Saint-Jacques-de-Compostelle.

## Patrimoine et culture

### Pèlerinage de Compostelle
Sur le Camino francés du Pèlerinage de Saint-Jacques-de-Compostelle, on vient de la localité de O Leboreiro, dans le municipio de Melide.
La prochaine halte est la localité de Furelos, dans le même municipio de Melide, après avoir dépassé le parc d'entreprises de la Madeleine (Parque empresarial de la Magdalena) le long de la route N-547.

## Sources et références
- (fr) Grégoire, J.-Y. & Laborde-Balen, L. , « Le Chemin de Saint-Jacques en Espagne - De Saint-Jean-Pied-de-Port à Compostelle - Guide pratique du pèlerin », Rando Éditions, mars 2006,  (ISBN 2-84182-224-9)
- (fr)« Camino de Santiago St-Jean-Pied-de-Port - Santiago de Compostela », Michelin et Cie, Manufacture Française des Pneumatiques Michelin, Paris, 2009,  (ISBN 978-2-06-714805-5)
- (fr)« Le Chemin de Saint-Jacques Carte Routière », Junta de Castilla y León, Editorial